# Севернокитайский язык
Сѐвернокита́йский язык (кит. трад. 北方話, упр. 北方话, пиньинь běifānghuà) или мандари́нский язык (кит. трад. 官話, упр. 官话, пиньинь guānhuà) — крупнейший из китайских языков, распространённый на большей части Северного и Западного Китая. Его стандартная разновидность в КНР называется путунхуа, на Тайване — гоюй, в Сингапуре и Малайзии — хуаюй.

## Название
Название «мандаринский язык» происходит от ассоциации с мандаринами — чиновниками имперского Китая. В Южном Китае, где распространены различные китайские языки (кантонский, хокло, у и т. д.), носителями мандаринского языка обычно были чиновники, командированные с севера. Само слово «мандарин» происходит от португальского mandarim «чиновник», заимствованного через малайский (menteri) из санскрита (mantrī «министр»).
В китайской лингвистике распространены как термин «мандаринский язык» (官話 / 官话 guānhuà), так и «северный язык» (北方話 / 北方话 běifānghuà). В то же время среди носителей этого языка нет общей идентичности, и сами они могут не считать, что их местный диалект относится к «мандаринскому языку».
Название «государственный язык» (國語 / 国语 guóyǔ), ставшее официальным в 1912 году в Китайской республике и до сих пор остающееся официальным на Тайване, неформально широко употребляется также в Китае и зарубежных китайских диаспорах.
Название «язык хуа» (華語 / 华语 huáyǔ) официально используется в странах Юго-Восточной Азии (Сингапуре и Малайзии). На Тайване оно также широко употребляется, особенно в учебных материалах для иностранцев, а также при противопоставлении мандаринского с другими языками Тайваня: тайваньским хокло, хакка и т. д.
В России «китайским языком», как правило, называют именно севернокитайский язык, реже другие китайские языки (включая исторические, такие как классический китайский).

## История

### Старомандаринский
| ꡒꡞꡏ tsim ꡑꡞꡏ tsʰim ꡛꡞꡏ sim ꡕꡞꡏ zim ꡮꡞꡏ ʂim | ꡚꡞꡏ ʐim ꡖꡞꡏ ʔim ꡗꡞꡏ yim ꡭꡞꡏ jim ꡙꡞꡏ lim |

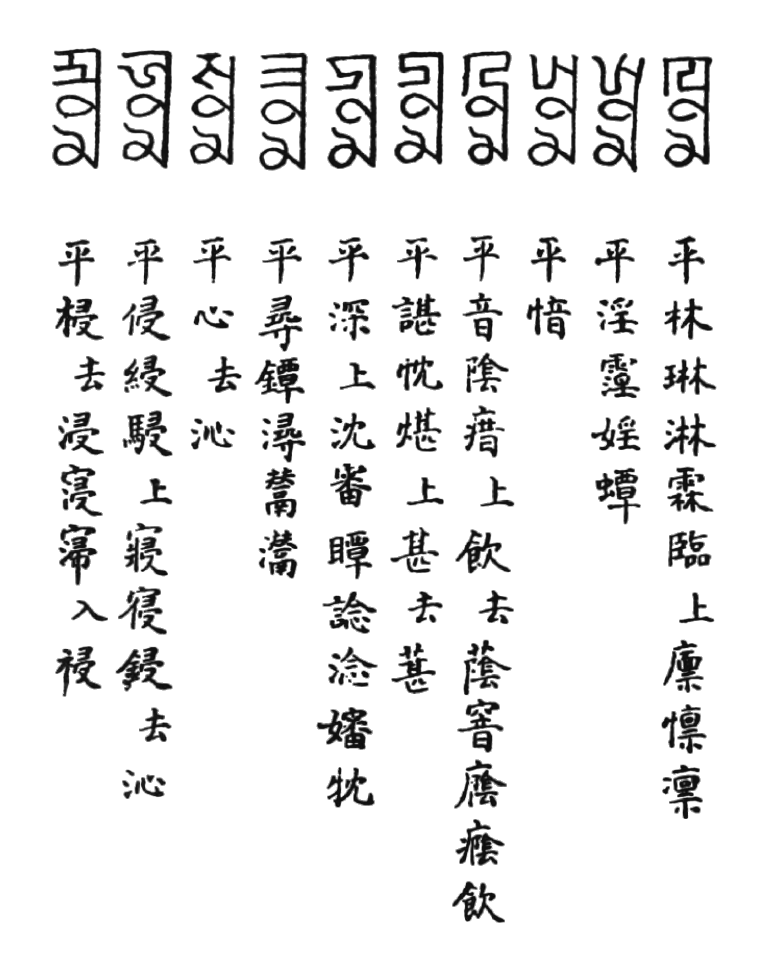
Страница из «Рифмовника монгольским письмом» (蒙古字韻) XIV века. Слева направо слоги:
ꡒꡞꡏ tsim
ꡑꡞꡏ tsʰim
ꡛꡞꡏ sim
ꡕꡞꡏ zim
ꡮꡞꡏ ʂim
ꡚꡞꡏ ʐim
ꡖꡞꡏ ʔim
ꡗꡞꡏ yim
ꡭꡞꡏ jim
ꡙꡞꡏ lim

Колыбелью современных китайских языков является область Великой китайской равнины вдоль берегов Хуанхэ. Севернокитайский окончательно отделился от остальных китайских языков примерно в эпоху империи Сун (959—1126). После падения Сун северные империи, управляемые кочевыми народами — чжурчженьская (1115—1234) и монгольская (1271—1368) — были меньше подвержены влиянию конфуцианства, и из-за этого более лояльно относились к использованию разговорных языков вместо классического китайского. В них зарождались новые жанры поэзии и драмы, предполагавшие использование севернокитайского языка. В монгольской империи были составлены словари «Рифмовник монгольским письмом» (蒙古字韻) и «Рифмовник центральной равнины» (中原音韻) — их язык принято называть «старомандаринским».
Помимо собственно юаньских рифмовников, этот язык описывается в корейских учебниках для купцов и дипломатов: «Ногольдэ» (老乞大, старомандар. /lau³ kʰi³ tai⁴/ «Старый китаец») и «Пак Тхонса» (朴通事, «Толмач Пак»). Там он носит название «язык ханьцев» (漢兒言語, старомандар. /xan⁴ ʐɿ² iɛn² iu³/) — под «ханьцами» там имелись в виду только северяне, мандариноязычные подданные монгольской империи, в отличие от «южан» (南人).
На старомандаринском сохранился корпус литературы, преимущественно юаньской драмы: Обида Доу Э (竇娥冤), Западный флигель (西廂記), Сирота из рода Чжао (趙氏孤兒) и т. д.
По сравнению со среднекитайским, старомандаринский язык утратил конечные /-p/, /-t/, /-k/. Кроме того, он потерял звонкие инициали, ставшие глухими (придыхательными или непридыхательными, в зависимости от тона). В то же время в старомандаринском ещё сохранялась терминаль /-m/, а также не произошла палатализация велярных /kj-/, /khj-/, /hj-/.

### Позднеимперский мандаринский
В эпоху Мин (с 14-го века) начало складываться койне, использовавшееся в работе имперской бюрократии. В отличие от старомандаринского, основанного на северных диалектах, позднеимперский мандаринский язык сложился на основе нанкинского диалекта, даже несмотря на то, что Пекин был столицей с 1420 года. Например, для слова 客 «гость» старомандаринский словарь «Рифмовник центральной равнины» даёт северные чтения /kʰiai⁵⁻³/ и /kʰiɛ⁵⁻³/, в отличие от нанкинского /kʰəʔ⁵/.
Хотя классический китайский оставался доминирующим письменным языком, на нанкинском койне был создан значительный пласт развлекательной народной литературы, вроде романов Речные заводи и Путешествие на Запад.
В маньчжурской империи Цин предпринимались попытки распространить это койне среди государственных служащих. В Гуандуне, где распространён кантонский язык, а также в Фуцзяни и на Тайване, где говорят на миньских языках, севернокитайский язык был малораспространён. В 1728 году император Юнчжэн, не понимавший речи чиновников из Фуцзяни, Тайваня и Гуандуна, повелел учредить там «Училища орфоэпии» (正音書院). Хотя из-за недостатка финансирования они просуществовали недолго, для них были составлены учебники, описывающие позднеимперское койне.

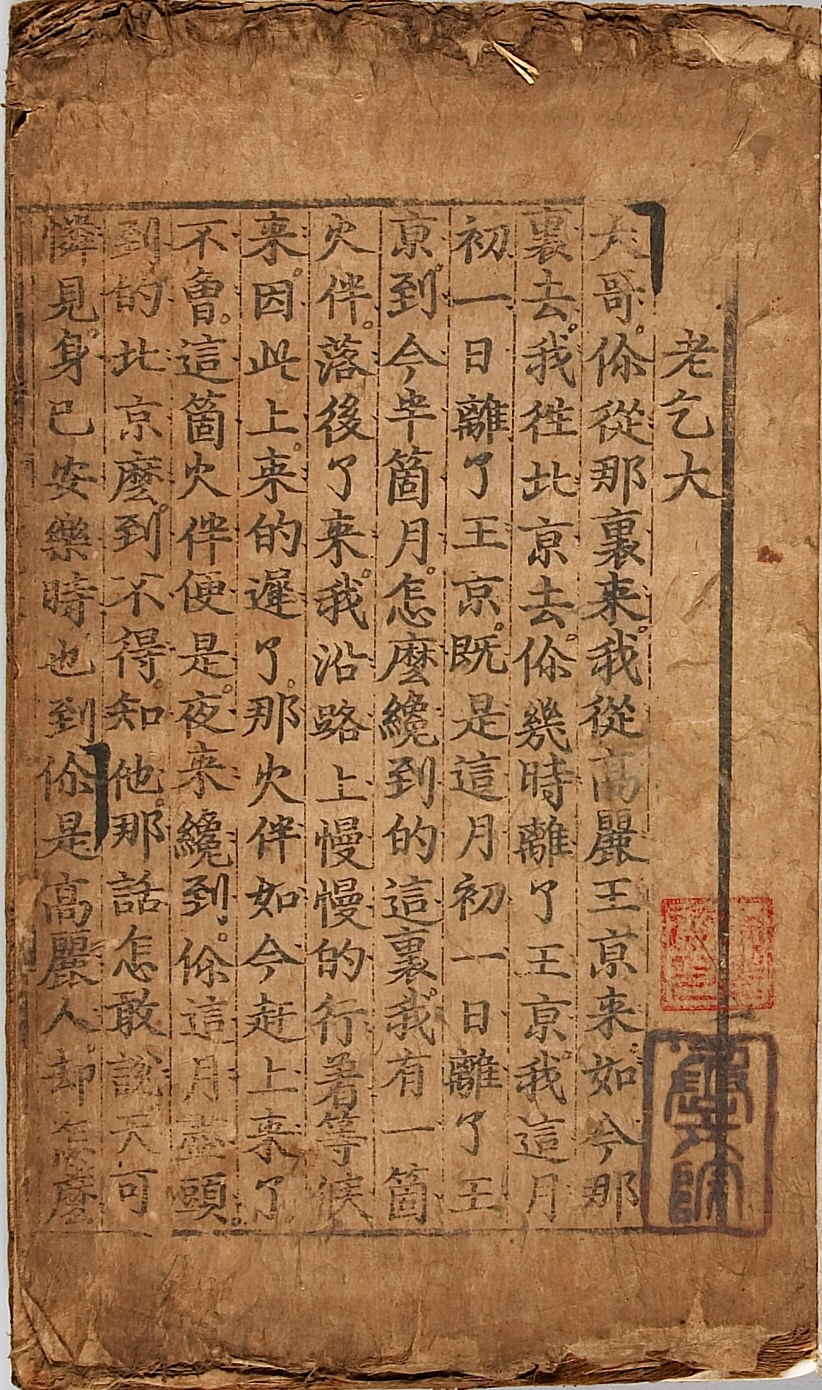
Страница из «Ногольдэ», корейского учебника мандаринского языка издания 1670 года

Несмотря на усилия маньчжурских чиновников, в Фуцзяни, Гуандуне и на Тайване мандаринский язык оставался малораспространён. Вальтер Генри Медхёрст так описывает ситуацию с севернокитайским в Фуцзяни:
В Хоккьене изредка можно встретить врача, гадателя, артиста или полицейского, бывавшего в других провинциях либо же работавшего в казённых учреждениях, и возможно он будет способен немного изъясняться на придворном наречии. Однако в большинстве случаев люди с ним совершенно не знакомы, и даже не задумываются о его изучении, до тех пор, пока они не сдадут учёные экзамены и не получат перспективу повышения или найма на службу. Тогда они идут в обычную школу и изучают мандаринский — они осваивают его, будто бы осваивали новый язык. В самом деле, известны случаи, когда именитые выпускники отказываются вовсе от государственной службы, нежели несут тяготы изучения придворного наречия.
Оригинальный текст (англ.)
In Hok-këèn, a doctor, a fortune-teller, a stage-player, or a police officer may sometimes be met with, who having travelled into other provinces, or been employed about Government offices, will perhaps be able to converse a little in the Court dialect; but, in most cases, the people are totally unacquainted with it, and never think of studying it till, having succeeded at the literary examinations, and got a prospect of preferment or employment, they go to a regular school for the study of the Mandarin, and acquire it almost as they would a new language. Indeed, instances have been known of literary graduates of considerable standing giving up the prospect of Government situations, rather than take the trouble of studying the Court dialect.
В англоязычных описаниях позднеимперское койне называлось «придворное наречие» (the Court dialect). В то же время в 19-м веке отмечалось, что набирал силу столичный, пекинский диалект.

### Гоюй и путунхуа
К середине 19-го века пекинский диалект начал догонять нанкинский или даже превосходить его по употребимости. Хотя он и получал распространение из практических нужд, он всё ещё не был престижным. Классический китайский продолжал быть основным письменным языком Восточной Азии, а южнокитайские языки были важными элементами местного этнического самосознания. Богатые семьи из Южного Китая, даже переехав на Север, нанимали южных учителей для своих детей, чтобы те преподавали им конфуцианскую классику, которая лучше сохраняет свою рифму на южнокитайских языках, нежели чем на пекинском. Лингвист Чжао Юаньжэнь, родившийся в мандариноязычном Тяньцзине, но происходящий из у-говорящего региона Чанчжоу, указывает, что пекинский диалект в его семье воспринимался как «язык служанок», а читать иероглифы детей учили с чанчжоуским произношением, хорошо различавшим, в отличие от пекинского, все тоны классического языка.
После Синьхайской революции левые активисты, такие как Чэнь Дусю и Ху Ши, начали кампанию по замене классического китайского языка на разговорный севернокитайский (байхуа). Особое значение для популяризаторов пекинского диалекта имел роман Сон в красном тереме — в отличие от многих других народных романов эпох Мин и Цин, в нём использовался пекинский диалект, а не нанкинский.
В 1913 году в Китайской Республике была учреждена «Коммиссия по унификация произношения», занявшаяся продвижение севернокитайского языка. Первый проект «произношения государственного языка» был опубликован в 1919 году. Этот проект был основан преимущественно на пекинском диалекте, но сохранял некоторые нанкинские черты: различал входящий тон (слово 一 «один» предписывалось читать как /iʔ⁵/ вместо пекинского /i¹/), не смешивал исторические /kj-/ и /tsj-/ (различались слова 京 /tɕiŋ¹/ «столица» и 精 /tsiŋ¹/ «эссенция» — в Пекине оба слились в /tɕiŋ¹/), сохранял инициаль /ŋ-/ (как в слове 我 /ŋo³/ «я» — в Пекине /wo³/). Вскоре, однако, это искусственное произношение было упразднено, и государственный язык — гоюй (國語) — стал полностью основываться на пекинском диалекте.
После создания КНР в 1949 году её официальный язык был назван путунхуа (普通话 «обычный язык; общий язык»). Китайская Республика на Тайване продолжает использовать термин гоюй (國語 «государственный язык»).
|                          | Начало 1950-х | 1984      | 1984 |
| Понимание                | Понимание     | Говорение |      |
| ------------------------ | ------------- | --------- | ---- |
| Мандариноязычные регионы | 54 %          | 91 %      | 54 % |
| Иноязычные регионы       | 11 %          | 77 %      | 40 % |
| Вся страна               | 41 %          | 90 %      | 50 % |

Официально путунхуа основан на пекинском произношении и грамматике народных романов эпохи Цин. Китайские лингвисты разделяют термины «путунхуа», «пекинский диалект» и «дунбэйский диалект», указывая, что последние два имеют некоторые внутренние различия, а также несколько отличаются от официального путунхуа (например, в Пекине чаще используется эризация). Тем не менее, фактически «путунхуа» в том виде, в котором он распространён в Китае, практически не отличается от языка Пекина и Дунбэя. Выходцы из этих регионов набирают самые высокие баллы на официальном экзамене по путунхуа, который требуется для трудоустройства диктором или школьным учителем.

## Лингвогеография
Помимо КНР, на севернокитайском языке также говорят в таких странах, как Тайвань, Индонезия, Малайзия и Сингапур, а также в китайской диаспоре во многих городах Европы и Северной Америки.

### КНР
На севернокитайском языке говорит население Китая к северу от реки Янцзы (север, северо-запад, юго-запад, а также северо-восток Китая), за исключением юго-востока Китая, где преобладают другие китайские языки, и остальные приграничные регионы, где преобладают некитайские языки.
Из-за географических особенностей северного Китая, где местность не представляла особых препятствий для миграции, севернокитайский язык оказался более распространённым и однородным. Южный Китай, напротив характеризовался сложным рельефом, где местность отличалась высокими холмами и горами с террасами рисовых полей, густой растительностью и развитой речной системой. В следствие этого, на юге Китая возникло большое разнообразие китайских языков.

### Тайвань
Миграция китайцев на остров Тайвань началась в 1624 году; туда переселялись из лежащей через пролив провинции Фуцзянь, преимущественно это были представители народа хокло, в меньшей степени хакка. Из-за этого местное китайское население вплоть до передачи острова под контроль Китайской Республики было преимущественно хокло-язычное. Гоминьдановское правительство начало проводить политику подавления местных культур и продвижения севернокитайского языка (гоюй) в качестве лингва-франка многоэтнического общества, а также отказа от японского языка, распространившегося во времена японской колонизации.
Несмотря на взаимопонятность между путунхуа и гоюем, в результате фактического разделения в них развились некоторые различия. Заметными отличиями гоюя являются гораздо более низкое употребление эризации и нейтрального тона по сравнению с путунхуа. В разговорном мандаринском Тайваня (но не «официальном» гоюе) инициали z-, c- и s- имеют тенденцию сливаться с zh-, ch- и sh- соответственно; пары финалей /in/ и /iŋ/, /en/ и /eŋ/ также в значительной мере слились. На Тайване более склоны придерживаться традиционного произношения согласно старым словарям, опубликованным в 1930-е и 1940-е годы, тогда как в КНР склонны выбирать разговорные произношения иероглифов. На Тайване официально используются традиционные иероглифы вместо упрощённых, которые употребляются в материковом Китае.

### Юго-Восточная Азия
Большинство китайцев в Малайзии и Сингапуре являются потомками иммигрантов, прибывавших на Малаккский полуостров с конца XVIII века после установления там британского колониального правления. До середины XIX века большинство мигрантов составляли мужчины, говорившие на языке хокло. Они прибывали в небольших количествах, женились на местных женщинах и создавали сообщества метисов — перанаканцев, санглеев и т. д. В XIX—XX веках случился новый виток миграции, когда выходцы из Южного Китая прибывали в Юго-Восточную Азию целыми семьями. Они принадлежали к таким этническим группам, как хокло, чаошаньцы, хакка, кантонцы, хайнаньцы и т. д., среди них практически не было носителей мандаринского языка. В ранний период иммиграции (до 1950-х годов) китайцы из одной той же этнической группы имели тенденцию объединяться в землячества, селиться на одной территории и выбирать одни и те же профессии.

#### Сингапур
Исторически сингапурское общество было многоэтничным и многоязычным. После создания Сингапура языком межнационального общения был признан английский, но помимо него официальными стали три «этнических языка»: севернокитайский, малайский и тамильский. В 1957 году 75,4 % населения страны имели китайское происхождение, но мандаринским среди них владели лишь 0,1 %. Основным языком был хокло — им владело 80 % сингапурских китайцев, для 39 % он был родным. Около четверти членов китайской общины как родным владело чаошаньским, примерно столько же — кантонским, для остальных родными были хайнаньский, хокчиу, хакка и другие языки.
В 1966 году в Сингапуре началась программа «двуязычного образования», в рамках которой сингапурские школьники должны были изучать английский вместе с назначенным правительством «этническим языком». Программа эта, однако, была не очень успешна — к 1980 году лишь 13,1 % сингапурцев владели мандаринским. В 1978 году сингапурское правительство начало проводить кампанию по продвижению мандаринского языка — Speak Mandarin Campaign. К концу 1980-х севернокитайским стали владеть 30 % сингапурцев, он по большей части заменил в публичной сфере другие китайские языки. В то же время конкуренцию севернокитайскому составлял английский, ставший основным языком бизнеса и образования Сингапура. В 2005 году Ли Куан Ю выражал опасения по поводу того, что уровень севернокитайского у молодёжи постепенно падает. Число говорящих дома на севернокитайском росло до 2010 года, когда оно составило 47,7 %, но после этого стало стремительно падать — до 40,2 % в 2020 году, английским же стало пользоваться 47,6 % сингапурцев китайского происхождения.

#### Малайзия
В 1957 году, когда Малайзия получила независимость от британского правительства, крупнейшими китайскими этносами в стране были хокло (31,7 %), хакка (21,8 %), кантонцы (21,7 %) и чаошаньцы (12,1 %). От общей численности населения Малайзии китайцы в совокупности составляли 37,2 % (2 334 000 человек). Изначально севернокитайский язык был среди них малораспространён, преподавание в частных школах при землячествах велось на южных китайских языках. Преподавание мандаринского языка начало шириться в 1920-х годах, под влиянием революции в Китае. В 1957 году были созданы государственные китайские школы, хотя англоязычные школы к тому времени были значительно более популярны среди китайских иммигрантов. В 1970-х все государственные школы перешли на преподавание на малайском языке. Севернокитайскому языку учат в этнических школах на начальном уровне. По сравнению с Сингапуром, севернокитайский менее распространён в Малайзии — в ней не проводилось кампании против родных языков и в пользу севернокитайского. Этнические хокло — крупнейший китайский этнос в Малайзии — лучше сохраняют свой язык, а кантонский язык исторически служит лингва-франка во многих регионах.

### Центральная Азия
На дунганском языке говорят мандариноговорящие мусульмане-дунгане, бежавшие в Российскую Империю в 1877 году после восстания в северо-западном Китае. В СССР дунганский именовали «языком» по политическим причинам. Дунганский язык распространён в современных Кыргызстане, Казахстане и Узбекистане, а также его носители компактно проживают в Ровенском районе Саратовской области в России, куда дунгане переселились из-за преследований в странах Центральной Азии.
Дунганский язык состоит из двух диалектов (ганьсуйский и шэньсийский). Ганьсуйский диалект был выбран в качестве основы литературного языка. По сравнению с другими диалектами севернокитайского языка число тонов в дунганском сократилось с четырёх до трёх. Дунганский язык функционирует на кирилической графике.

## Классификация
Существует несколько классификаций диалектов севернокитайского языка. Наиболее общее разделение — «северные» и «южные» диалекты. Основной критерий для классификации — судьба древнего «входящего тона».
Один из шибболетов для разделения — слова вроде 鞋 «ботинок» и 蟹 «краб» — в северных диалектах они читаются схоже с 鞋 xié /ɕiɛ²/, 蟹 xiè /ɕiɛ⁴/, в южных же — как 鞋 hái /xai²/, 蟹 hài /xai⁴/.
| Academia Sinica         | Джерри Норман                | Лю Сюньнин                   | Ли Жун                | Чжан Шифан             | Распространение                                        |
| ----------------------- | ---------------------------- | ---------------------------- | --------------------- | ---------------------- | ------------------------------------------------------ |
| северомандаринский      | северомандаринский           | северомандаринский           | дунбэйский            | пекинский              | Маньчжурия (Дунбэй)                                    |
| северомандаринский      | северомандаринский           | северомандаринский           | пекинский             | пекинский              | Пекин, северный Хэбэй                                  |
| северомандаринский      | северомандаринский           | северомандаринский           | ляодун-шаньдунский    | ляодун- шаньдунский    | полуостровы Ляодун и Шаньдун                           |
| северомандаринский      | северомандаринский           | северомандаринский           | хэбэй-шаньдунский     | хэбэй- шаньдунский     | южный Хэбэй, северный Шаньдун                          |
| северомандаринский      | северомандаринский           | диалекты центральной равнины | чжунъюаньский         | чжунъюаньский          | Хэнань                                                 |
| северомандаринский      | северо-западный мандаринский | диалекты центральной равнины | чжунъюаньский         | чжунъюаньский          | Шэньси, Нинся, юг Ганьсу                               |
| северомандаринский      | северо-западный мандаринский | диалекты центральной равнины | ланьчжоу-иньчуаньский | ланьчжоу- иньчуаньский | Ганьсу, Синьцзян                                       |
| северомандаринский      | северо-западный мандаринский | диалекты центральной равнины | язык цзинь            | язык цзинь             | Шаньси, север Шэньси                                   |
| диалекты верховий Янцзы | юго-западный мандаринский    | южномандаринский             | юго-западный          | юго-западный           | Сычуань, Чунцин, Хубэй, Гуйчжоу, Юньнань, север Гуанси |
| диалекты низовий Янцзы  | южномандаринский             | южномандаринский             | цзянсу-аньхойский     | цзянсу- аньхойский     | Цзянсу, часть Аньхоя                                   |

### Северные диалекты
| Северные диалекты: Дунбэйский Пекинский Хэбэй-шаньдунский Ляодун-шаньдунский Чжунъюаньский Ланьчжоу-иньчуаньский | Южные диалекты: Цзянсу-аньхойский Юго-западный |

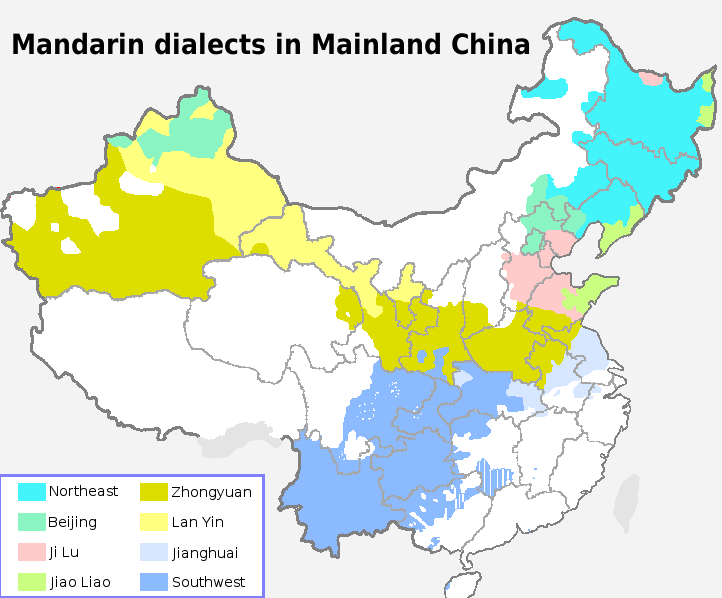
Восемь диалектов севернокитайского языка по классификации Ли Жуна
Северные диалекты:
Дунбэйский
Пекинский
Хэбэй-шаньдунский
Ляодун-шаньдунский
Чжунъюаньский
Ланьчжоу-иньчуаньский
Южные диалекты:
Цзянсу-аньхойский
Юго-западный

Диалекты Маньчжурии (провинций Хэйлунцзян, Гирин и Ляонин), исторической «провинции прямого подчинения» (ныне Хэбэй, Пекин и Тяньцзинь) и Шаньдуна образуют континуум, плавно перетекая из одного в другой. Китайцы начали селиться в северо-восточной части страны сравнительно недавно, на рубеже XVII—XIX вв. Процесс заселения начался с маньчжурского завоевания Китая, но маньчжурская династия не поощряла миграцию китайцев на север. В 1681 году император Канси приказал построить Ивовый палисад (сеть укреплений из рвов и насыпей, усаженных ивовыми деревьями для предотвращения проникновения китайцев в Маньчжурию). Но в силу ряда причин северо-восток в конце концов оказался китаизирован.
Диалекты центральной равнины распространены в Хэнани, Шэньси, Ганьсу и Нинься, в последние десятилетия они также распространяются в Синьцзяне. На северо-западе китайское население начало появляться в конце XVIII в., а в конце XIX в. — начале XX в. его поток возрос. Переселение происходит и в настоящее время. Ли Жун разделяет эти диалекты на собственно «диалекты центральной равнины» и «ланьчжоу-иньчуаньские диалекты». К диалектам центральной равнины принадлежит и дунганский. Исследователи, относящие язык цзинь к диалектам мандаринского, также группируют его с диалектами центральной равнины.

### Южные диалекты
Юго-западные диалекты севернокитайского языка распространены в Сычуане, Чунцине, Хубэе, Гуйчжоу и Юньнани, а также на севере Гуанси.
Диалекты низовий Янцзы распространены в Цзянсу и некоторой части Аньхоя. Их особенность состоит в том, что они сохраняют входящий тон (в качестве гортанной смычки -ʔ).

## Письменность
Для записи севернокитайского языка используются китайские иероглифы (в традиционной или упрощённой форме). Кроме того, ограниченно используются или использовались некитайские фонетические системы записи.

### Иероглифы
Китайские иероглифы — логографическое письмо, то есть они обозначают не звуки или слоги, а целые слова или морфемы. Китайская традиция различает 6 категорий иероглифов: указательные, пиктограммы, простые и составные идеограммы, фонетические заимствования (знаки, первоначально созданные для записи определённых слов, а затем использованные для записи других созвучных слов) и фоноидеограммы (сложные знаки, состоящие из детерминативов, указывающих на значение слова или морфемы, и фонетиков, указывающих на звучание записываемого слова). Фоноидеограммы составляют большинство иероглифов в современном письме.
Большая часть иероглифов в севернокитайском языке является общей для всех языков Синосферы, включая кантонский, хокло, японский, хакка, корейский и т. д. Для записи слов, присущих только севернокитайскому, сравнительно часто используются фонетические заимствования, например:
- частица принадлежности de записывается по созвучию иероглифом 的 dì «яркий»
- частица отрицания méi записывается по созвучию иероглифом 沒 mò «тонуть»
- слово hěn «очень» записывается по созвучию иероглифом 很 hěn «жестокий, ярый»
- слово zhè «это» записывается иероглифом 這, искажённым из созвучного 遮 zhē «заслонять, прикрывать»
- слово shénme «что» записывается по созвучию иероглифами 什麼 (из 什 shí «десяток» и 麼 mó «мелкий»)

К сугубо севернокитайским иероглифам относятся 找 zhǎo «искать», 跑 pǎo «бежать», 們 men «(показатель множественности)», 您 nín «Вы», 疼 téng «болезненный, болящий» и другие. Некоторые севернокитайские иероглифы, такие как 那 nà «тот» и 他 tā «он», встречаются уже во времена Средневековья.
В 1956 году в КНР произошло упрощение иероглифов. Проект упрощения был создан ещё республиканским правительством в 1930-е годы. В 1977-86 годах в КНР была совершена попытка ещё больше упразднить иероглифы, однако из-за негативной реакции общества было решено её свернуть. На Тайване, в Гонконге и Макао упрощение не производилось, там для записи китайских языков, включая севернокитайский, продолжают использовать традиционные иероглифы. В Сингапуре и Малайзии официально утверждены упрощённые иероглифы КНР, однако в обиходе параллельно используют и традиционные иероглифы. В китайской диаспоре в других странах также часто сохраняют традиционное написание.

### Транскрипции

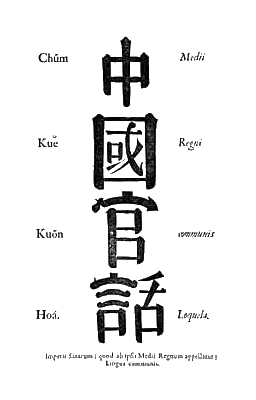
Грамматика позднеимперского мандаринского языка Этьена Фурмона 1742 года — Medii Regni Communis Loquela / 中國官話 Chūm Kuĕ Kuōn Hoá

Первой не-иероглифической системой письма для севернокитайского языка было письмо Пагба-ламы, созданное в монгольской империи Юань в XIII веке.
Северо-западные диалекты севернокитайского могли записываться арабским письмом (сяоэрцзин) среди мандариноязычных мусульман западного Китая.
Первая латинская транскрипция для севернокитайского была создана Маттео Риччи и Микеле Руджери в 1580-х годах для их Португальско-китайского словаря.
В начале XIX века латинскую транскрипцию для позднеимперского (нанкинского) мандаринского создал Роберт Моррисон. К концу столетия, когда расширилось влияние пекинского диалекта, распространилась система Уэйда-Джайлза. Кириллическая система Палладия была создана в 1839 году архимандритом Иакинфом (Бичуриным) и популяризована в словаре архимандрита Палладия (Кафарова) 1888 года.
В XX веке, после Синьхайской революции, было создано несколько транскрипционных систем для севернокитайского. В 1910-х была создана система Бопомофо. В 1923 году была создана Гоюй ломацзы — её отличительной чертой является обозначение тонов буквами, а не цифрами или диакритиками. В 1930-х в СССР был создан Китайский латинизированный алфавит, на котором издавалась литература и периодика — в перспективе он был призван полностью заменить иероглифы для севернокитайского языка. Параллельно была разработана кириллическая письменность для дунганского языка.
В 1958 году в КНР была создана система Ханьюй Пиньинь. Мао Цзэдун и Чжоу Эньлай также планировали полностью упразднить иероглифику и перейти на латинское письмо, однако эти планы так и не были реализованы. Пиньинь стал широко использоваться лишь в 1980-х, после окончания Культурной Революции и установления отношений КНР с большинством стран мира. Пиньинь стал использоваться в Китае в детских садах и школах для обучения письму, а также за рубежом для передачи топонимов и имён собственных. На Тайване, однако, продолжает использоваться система Бопомофо для обучения фонетике, и система Уэйда-Джайлза для передачи топонимов.

## Лингвистические черты

### Фонетика и фонология
В севернокитайском относительно бедная фонетика по сравнению с другими китайскими языками. Всего в путунхуа используется около 400 сочетаний инициалей и финалей и 1350 слогов с учётом тонов. Это привело к значительному числу омофонов: например, следующие 11 иероглифов произносятся одинаково как yì /i⁴/ в пекинском диалекте севернокитайского, но различаются в остальных языках Синосферы.
| 翳 «прикрывать, заслонять»  | i⁴ | i⁴  | i³   | ɐi³  | e⁵   | ei    | ei    | i̯e  | e⁵   | ʔei³  |
| 裔 «край, кайма»            | i⁴ | i⁴  | iʔ⁷  | iɵy̯⁶ | e⁶   | ei    | ei    | i̯e  | zwe⁶ | i̯ɛi³  |
| 藝 «искусство»              | i⁴ | i⁴  | ɲi⁶  | ŋɐi⁶ | ge⁶  | gei   | gei   | i̯e  | ŋe⁶  | ŋiɛi³ |
| 懿 «добродетельный, чистый» | i⁴ | i⁴  | ɦi⁶  | i³   | i⁵   | i     | i     | ɯi  | i⁵   | ʔi³   |
| 肄 «осваивать»              | i⁴ | i⁴  | ɦi⁶  | i⁶   | i⁶   | i     | i     | i   | zi⁶  | i̯i³   |
| 誼 «дружба»                 | i⁴ | i⁴  | ɲi⁶  | i⁶   | gi⁶  | gi    | gi    | ɯi  | ŋi⁶  | ŋiɛ³  |
| 逸 «бежать, убегать»        | i⁴ | iʔ⁵ | ɦiʔ⁸ | iɐt⁶ | it⁸  | itɕi  | itsu  | il  | zət⁸ | i̯et⁴  |
| 邑 «посёлок, деревня»       | i⁴ | iʔ⁵ | iʔ⁷  | iɐp¹ | ip⁷  | oː    | i̯uː   | ɯp  | əp⁷  | ʔiep⁴ |
| 譯 «переводить»             | i⁴ | iʔ⁵ | ɦiʔ⁸ | iek⁶ | iek⁸ | i̯aku  | eki   | i̯ək | zik⁸ | i̯ɛk⁴  |
| 憶 «думать, размышлять»     | i⁴ | i⁴  | i⁵   | iek¹ | iek⁷ | oku   | i̯oku  | ək  | ɯk⁷  | ʔɨk⁴  |
| 屹 «высокий, отвесный»      | i⁴ | i⁴  | i⁵   | ŋɐt⁶ | gɯt⁸ | gotɕi | gitsu | hɯl | ŋət⁸ | ŋɨt⁴  |
| Уникальных слогов:          | 1  | 2   | 6    | 10   | 11   | 9     | 9     | 8   | 11   | 11    |

Чрезвычайная степень омофонии севернокитайского языка обыгрывается в стихотворении «История о господине Ши, что ел львов», написанном в 1930-х лингвистом Чжао Юаньжэнем на классическом китайском. При прочтении с севернокитайскими чтениями иероглифов, все 92 слога в нём читаются как shī, shí, shǐ или shì (то есть четырьмя слогами, или одним без учёта тонов). Для сравнения, при прочтении на кантонском языке в этом стихотворении будет 22 разных слога (6 без учёта тонов), на хокло — 15 разных слогов (7 без учёта тонов). Первая строка этого стихотворения звучит так:
石室詩士施氏，嗜獅，誓食十獅。
с.-кит. Shíshì shīshì Shī shì, shì shī, shì shí shí shī
кант. Sek6sat1 si1si6 Si1-si6, si3 si1, sai6 sik6 sap6 si1
хокло Se̍k-sit si-sṳ̄ Si--sī, sī sṳ, sè se̍k si̍p sṳ
«Поэт по фамилии Ши из каменной пещеры ел львов, и поклялся съесть десять львов.»

### Грамматика
Севернокитайский — изолирующий аналитический язык, в нём нет спряжения и склонения, ограниченно используются служебные частицы. Базовый порядок слов — SVO (подлежащее — сказуемое — прямое дополнение), как в русском и английском языках.

#### Глагол-связка
Базовый глагол-связка — 是 shì.
他是醫生。[他是医生。]
Tā shì yī•shēng
«Он — врач»

#### Глагольные виды
В севернокитайском отсутствуют времена глагола, но он богат на видовые частицы. Например, частица 了 le обозначает совершенный вид, а частица 過 [过] guo — бывавшее действие.
我當了兵。[我当了兵。]
wǒ dāng le bīng
«Я стал солдатом»
我當過兵。[我当过兵。]
wǒ dāng guo bīng
«Я был солдатом (но уже им не являюсь)»
Частица 着 zhe выражает законченные однократные действия, чей результат сохраняется:
牆上掛著一幅畫。[墙上挂着一幅画。]
qiáng shàng guà zhe yī fú huà
«На стене повешена (и висит) картина»
Предложения с 着 zhe следует отличать от предложений с наречием 正 zhèng, глаголом 在 zài или их комбинацией 正在 zhèngzài, которые обозначают неоконченное длящееся действие.
我（正）在掛畫。[我（正）在挂画。]
wǒ (zhèng) zài guà huà
«Я сейчас вешаю картинку»
Делимитатив, то есть непродолжительные действия, выражается удвоением глагола и может сопровождаться словом «один» 一 yī.
我到公園走（一）走。[我到公园走（一）走。]
wǒ dào gōngyuán zǒu (yī) zǒu
«Я пойду погулять в парк»